# The World Is Saved
The World Is Saved — шестой студийный альбом шведской певицы Стины Норденстам, выпущенный 2004 году.

## Список композиций
1. «Get On with Your Life» — 3:28
2. «Winter Killing» — 4:02
3. «On Falling» — 4:10
4. «Parliament Square» — 4:36
5. «I’m Staring Out the World» — 3:38
6. «From Cayman Islands with Love» — 4:00
7. «The Morning Belongs to the Night» — 3:32
8. «125» — 3:40
9. «Butterfly» — 4:23
10. «The World Is Saved» — 2:53
11. «The End of a Love Affair» — 3:37

## Бонус-треки
1. «Get On with Your Life» (Pluxus Remix) — 3:43
2. «The End of a Love Affair» (Faultline Mix) — 3:59
3. «Failing to Fly» — 3:33